# Giurisdizione di Saint-Émilion
La giurisdizione di Saint-Émilion (in francese: Juridiction de Saint-Émilion ) è un'area viticola situata nel vigneto Libournais, Saint-Émilion, a 35 chilometri a nord-est di Bordeaux, tra Libourne e Castillon-la-Bataille, sul versante settentrionale della valle della Dordogna nel dipartimento della Gironda. Copre 7 846 ettari  per una popolazione vicina ai 6 000 abitanti.
Nel 1999 è stata iscritta come bene culturale nella lista del patrimonio mondiale dell'UNESCO .